# Distance ultramétrique
En mathématiques, et plus précisément en  topologie, une distance ultramétrique est une distance d sur un ensemble E vérifiant l'inégalité ultratriangulaire :
Un espace métrique dont la distance vérifie cette propriété est dit ultramétrique.

## Définition et exemples
Soit E un ensemble ;
on appelle distance ultramétrique (sur  E) une application {\displaystyle d:\mathrm {E} \times \mathrm {E} \rightarrow \mathbb {R} ^{+}} vérifiant les propriétés suivantes :
| Nom                         | Propriété                                                                      |
| --------------------------- | ------------------------------------------------------------------------------ |
| symétrie                    | {\displaystyle \forall x,y\in \mathrm {E} ,\ d(x,y)=d(y,x)}                    |
| séparation                  | {\displaystyle \forall x,y\in \mathrm {E} ,\ d(x,y)=0\Leftrightarrow x=y}      |
| inégalité ultratriangulaire | {\displaystyle \forall x,y,z\in \mathrm {E} ,\ d(x,z)\leq \max(d(x,y),d(y,z))} |

Compte tenu de la symétrie, l'inégalité ultratriangulaire signifie que dans un triangle, la longueur de chaque côté est inférieure ou égale à la plus grande des longueurs des deux autres côtés (donc à la somme de ces deux longueurs, ce qu'exprime l'inégalité triangulaire). Cela implique en particulier que tout triangle est isocèle et la base est le plus petit des côtés.

### Distance triviale
Tout ensemble peut être muni de la distance dite triviale ou discrète définie par:
{\displaystyle d(x,y)={\begin{cases}0&{\text{si }}x=y\\1&{\text{si }}x\neq y\end{cases}}}
L'inégalité
{\displaystyle d(x,z)\leq \max(d(x,y),d(y,z))}
est vraie, que x soit égal à z ou non.
Il s'agit donc d'une distance ultramétrique.

### Distancep-adique sur l'ensemble ℚ
Pour un nombre premier p, on peut définir la valuation p-adique {\displaystyle v_{p}(r)} de tout nombre rationnel r non nul.
On prouve facilement que cette application vérifie
{\displaystyle v_{p}(r+r')\geq \inf(v_{p}(r),v_{p}(r'))} et {\displaystyle v_{p}(-r)=v_{p}(r).}
On définit alors la distance p-adique sur ℚ par :
{\displaystyle d(x,y)={\begin{cases}0&{\text{si }}x=y\\p^{-v_{p}(x-y)}&{\text{si }}x\neq y\end{cases}}}
La propriété précédente de {\displaystyle v_{p}} conduit facilement à l'inégalité ultramétrique. Les deux autres vérifications sont aisées.
Il s'agit donc bien d'une distance ultramétrique sur ℚ.

### Autres exemples
- Soient X un ensemble quelconque et E = Xℕ l'ensemble des suites à valeurs dans X. On munit E d'une structure d'espace ultramétrique complet en posant{\displaystyle k(x,y)=\inf\{n\in \mathbb {N} \mid x_{n}\neq y_{n}\}} (autrement dit : {\displaystyle k(x,x)=+\infty } et si {\displaystyle x\neq y}, {\displaystyle k(x,y)} est le rang du premier terme où les deux suites diffèrent), puis{\displaystyle d(x,y)={\frac {1}{1+k(x,y)}}}[4],[5]ou encore, pour un réel {\displaystyle a>1} arbitraire :{\displaystyle d_{a}(x,y)=a^{-k(x,y)}}[6],qui est une distance uniformément équivalente à {\displaystyle d}.Pour X = {0, 1}, on obtient l'espace de Cantor et pour X = ℕ, l'espace de Baire.
- En génétique, la distance entre génotypes le long des branches d'un arbre phylogénétique peut être mesurée par une distance ultramétrique.[réf. souhaitée]

## Propriétés
Voici quelques propriétés d'un espace ultramétrique, qui semblent aller contre l'intuition.
- Il n'existe pas de boules sécantes, en ce sens que si deux boules ouvertes (ou deux boules fermées) ont un point commun, alors l'une contient l'autre :
{\displaystyle B(a,r)\cap B(a',r')\neq \varnothing {\text{ et }}r\leq r'\Rightarrow B(a,r)\subset B(a',r')}.
- Tout point d'une boule en est un centre :
{\displaystyle \forall x\in B(a,r)\quad B(x,r)=B(a,r)}.
- Dans un espace métrique, toute boule ouverte est ouverte, toute boule fermée est fermée. Dans un espace ultramétrique, on a de plus :
Toute boule fermée de rayon non nul est ouverte. Toute boule ouverte est fermée.
Par conséquent, tout espace topologique ultramétrisable est de dimension nulle donc totalement discontinu, c'est-à-dire que ses composantes connexes sont les singletons.
- Étant donné trois points, les deux plus proches sont à la même distance du troisième, autrement dit : « tout triangle est isocèle et sa base est au plus égale aux côtés égaux[8] », ce qui s'écrit aussi :
{\displaystyle d(x,y)\neq d(y,z)\Rightarrow d(x,z)=\max(d(x,y),d(y,z))}.
- Pour qu'une suite {\displaystyle (x_{n})} soit de Cauchy, il suffit que {\displaystyle d(x_{n},x_{n+1})\to 0.}

### Application
Soit X un ensemble muni d'une distance ultramétrique d, et soit r un nombre positif. L'ensemble des boules de rayon r définies sur X constitue une partition de X. En faisant croître r à partir de 0, on forme une chaîne de finesse entre ces partitions, de la plus fine (partition discrète pour r = 0) à la moins fine (partition universelle pour r maximal). C'est une des bases de la classification automatique par regroupement hiérarchique.